# Kreda-tó
A Kreda-tó egy mesterséges tó Északnyugat-Szlovéniában, a Radovna-völgyben. A tó az 1985-ig itt bányászott krétabánya elöntésével keletkezett. A bányát a krétabányászat egyre kevésbé jövedelmezővé válása és természetvédelmi okok miatt felhagyták. A tó a Triglav Nemzeti Park területén található.
Napjainkban a tó és a körülötte fekvő vizes élőhelyek fontos menedéket nyújtanak az itt élő kétéltűek számára, mint például a gyepi béka és a barna varangy, melyek a Radovna-völgyben élnek.

## Fordítás
Ez a szócikk részben vagy egészben  a   Lake Kreda című angol Wikipédia-szócikk ezen változatának fordításán alapul.  Az eredeti cikk szerkesztőit annak laptörténete sorolja fel. Ez a jelzés csupán a megfogalmazás eredetét és a szerzői jogokat jelzi, nem szolgál a cikkben szereplő információk forrásmegjelöléseként.